# Беата Свірчівна
Беата Свірчівна (1450-ті — ?) — литовська політична діячка та магнатка, яка проживала у Королівстві Польському. Була власницею міста Плоскирів(нині Хмельницький).

## Життєпис
Народилася у 1450-1460 роках. Була одружена на Станіславі Гурському.                                          18 жовтня 1509 року вона повністю викупила Плоскирів у кам'янецького каштеляна Якуба Подфіліпського. У 1527 р. Беата Свірчівна, за А. Бонецьким, сплатила 600 флоренів боргу за Могильський кляштор.  Так як у них не було нащадків у 1535 ( можливо через смерть  Станіслава Гурського у 1534 році) місто Плоскирів відійшло до кузини Беати по батькові Анни Свірчівни. Після смерті Гурського Беата Свірчівна одружилася на чашнику Миколаю Свейковському.